# 挠力河

挠力河在乌苏里江流域的位置

挠力河（羅馬化：Naoli）是一条黑龙江省江大支流，乌苏里江左岸的较大的支流之一，明朝时称诺雷河。在《吉林通志》中称作诺罗河，在满语中的意思是“河床流荡不定”。流域内设有黑龙江挠力河国家级自然保护区。

## 河流简介
挠力河发源于勃利县完达山脉北坡的七里嘎山，干流由西南流向东北，最终注入乌苏里江。挠力河全长596公里，流域面积达23988平方公里。挠力河的上游为山丘区，坡度比较陡，中下游为平原区和平洼区，流经三江平原腹地。挠力河为雨雪混合补给的河流，平均径流量为19.8亿立方米，但每年的变化很大，丰水年和枯水年交替出现。挠力河每年有两次汛期，第一次为4月到5月，称为为春汛期；第二次为9月到11月，称为秋汛期。挠力河流域区内河流均属典型的沼泽性河流。挠力河主要支流有七星河、外七星河、蛤蟆通河。